# Karl Bürgler
Karl Bürger – duchowny rzymskokatolicki, w latach 1999-2019 wikariusz apostolski Reyes.